# 亚斯内耶佐里农村居民点
亚斯内耶佐里农村居民点（俄语：Яснозоренское сельское поселение）是俄罗斯联邦别尔哥罗德州别尔哥罗德区所属的一个农村居民点。其下辖有9个居民点，行政中心为亚斯内耶佐里。据2016年统计，该农村居民点的人口为3386人。